# HD 25877
HD 25877，又名BD+59 759，SAO 24436、HR 1270，是一颗恒星，视星等为6.28，位于銀經145.48，銀緯6.01，其B1900.0坐标为赤經4h 0m 59.1s，赤緯+59° 6.01′ 27″。